# Смиртюков Михайло Сергійович
Михайло Сергійович Смиртюков (13 вересня 1909, село Говоренки Перемишльського повіту Калузької губернії, тепер Одоєвського району Тульської області, Росія — 26 грудня 2004, місто Москва) — радянський діяч, керуючий справами Ради міністрів СРСР. Член Центральної Ревізійної Комісії КПРС у 1971—1976 роках. Кандидат у члени ЦК КПРС у 1976—1981 роках. Член ЦК КПРС у 1981—1990 роках. Депутат Верховної Ради СРСР 7—11-го скликань. Герой Соціалістичної Праці (12.09.1979).

## Життєпис
Народився в селянській родині. У 1924 році вступив до комсомолу.
У 1924—1927 роках — секретар сільської ради Дудоровского селища Брянської губернії, секретар селищного кооперативу, завідувач клубу. Навесні 1927 року закінчив школу.
У 1927—1931 роках — студент факультету радянського права 1-го Московського державного університету.
Одночасно у жовтні 1930 — 1932 року — референт, старший референт 7-ї групи Управління справами Ради народних комісарів (РНК) СРСР.
У 1932 році служив у Червоній армії.
У 1932—1937 роках — консультант, начальник секторів легкої промисловості, харчової і місцевої промисловості Управління справами РНК СРСР.
У 1937—1941 роках — помічник секретаря Економічної ради РНК СРСР.
Член ВКП(б) з 1940 року.
У 1941—1953 роках — заступник завідувача секретаріату Ради народних комісарів (з 1946 року — Ради міністрів) СРСР. Одночасно в 1941—1945 роках працював помічником уповноваженого Державного комітету оборони (ДКО) СРСР з постачання Червоної армії, заступника голови Ради народних комісарів СРСР Анастаса Мікояна.
У 1953 — грудні 1964 року — заступник керуючого справами Ради міністрів СРСР.
З 18 грудня 1964 по 30 червня 1989 року — керуючий справами Ради міністрів СРСР. У липні 1978 — червні 1989 року — входив до складу Ради Міністрів СРСР.
Указом Президії Верховної Ради СРСР від 12 вересня 1979 року за великі заслуги перед Радянською державою і в зв'язку з сімдесятиріччя з дня народження Смиртюкову Михайлу Сергійовичу присвоєно звання Героя Соціалістичної Праці з врученням ордена Леніна і золотої медалі «Серп і Молот».
З липня 1989 року — персональний пенсіонер союзного значення в Москві. У 1989—1990 роках — радник керуючого справами Ради міністрів СРСР.
Помер 26 грудня 2004 року. Похований в Москві на Новодівочому цвинтарі.

## Звання
- полковник інтендантської служби

## Нагороди
- Герой Соціалістичної Праці (12.09.1979)
- чотири ордени Леніна (17.03.1943, 12.09.1969, 12.09.1979, 12.09.1984)
- орден Жовтневої Революції (8.12.1971)
- два ордени Вітчизняної війни І ст. (6.11.1945, 11.03.1985)
- два ордени Трудового Червоного Прапора (23.04.1942, 12.09.1959)
- орден Червоного Прапора (3.08.1944)
- медалі